# Филиппов, Дмитрий Николаевич
Дми́трий Никола́евич Фили́ппов; (1 августа 1944; Юрга, Кемеровская область, РСФСР, СССР — 13 октября 1998; Санкт-Петербург, РФ) — советский и российский государственный и политический деятель, крупный организатор промышленного производства, с 1974 года — секретарь ЦК ВЛКСМ, член президиума Совета Министров СССР, руководитель штаба строительства Байкало-Амурской магистрали, руководитель штаба по освоению Западно-Сибирского нефтегазового комплекса, с 1978 года — также член президиума ВЦСПС, с 1986 по 1990 год — секретарь Ленинградского областного комитета КПСС по промышленности, с 1990 по 1993 год — начальник Государственной налоговой инспекции по Санкт-Петербургу, с 1993 года — руководитель ряда крупнейших финансово-промышленных групп и общественных организаций России.

## Биография

### Ранние годы
Родился в городе Юрга Кемеровской области РСФСР. В 1967 г. окончил Ленинградский электротехнический институт им. В. И. Ульянова (Ленина).
После окончания института работал мастером, технологом, начальник участка НПО «ПОЗИТРОН».

### Комсомольский лидер
С 1973 по 1974 — секретарь Ленинградского обкома ВЛКСМ, затем — первый секретарь Ленинградского обкома ВЛКСМ.
С 1974 по 1983 — секретарь ЦК ВЛКСМ, член президиума Совета Министров СССР, руководитель штаба строительства Байкало-Амурской магистрали, руководитель штаба по освоению Западно-Сибирского нефтегазового комплекса.
С 1975 по 1983 — вице-президент Общества советско-венгерской дружбы.
С 1978 по 1983 — член президиума ВЦСПС.

### Ленинградский партийный лидер
С 1983 по 1985 — первый секретарь Смольнинского райкома КПСС г. Ленинграда. Был избран на эту должность по прямому указанию Ю. В. Андропова.
С 1985 по 1986 — руководитель отдела легкой и пищевой промышленности Ленинградского обкома КПСС.
С 1986 по 1990 — секретарь Ленинградского обкома КПСС по промышленности.
С 1984 по 1993 — депутат Городского совета народных депутатов Ленинграда (Санкт-Петербурга).

### Работа в налоговой инспекции
С 1990 по 1993 — начальник Государственной налоговой инспекции по Санкт-Петербургу.
10.12.1992 г. Филиппов издает приказ о создании при Государственной налоговой инспекции по Санкт-Петербургу управления налоговых расследований для решения задач по предупреждению, выявлению и пресечению нарушений налогового законодательства, а также обеспечению безопасности деятельности инспекции и её сотрудников (затем преобразована в Федеральную службу налоговой полиции по Санкт-Петербургу. Эта дата становится официальным днем рождения Петербургской налоговой полиции.
В октябре 1993 г. отстранен от должности приказом начальника Государственной налоговой службы РФ. Решением суда полностью восстановлен в должности, после чего увольняется по собственному желанию.

### Предприниматель и общественный деятель
С 1993 — руководитель ряда крупнейших финансово-промышленных групп и общественных организаций Санкт-Петербурга и России, в том числе председатель Совета директоров Тобольского нефтехимического комбината, председатель Совета банкиров и промышленников Санкт-Петербурга, председатель Совета Директоров банка «МЕНАТЕП СПб», член Совета директоров ОАО «Кировский завод», председатель Совета директоров «Финансовая группа Роско», президент Петербургской топливной компании (ПТК) и др.
10.10.1998 г. взорван в подъезде собственного дома.
13.10.1998 г. скончался в больнице. Похоронен в Санкт-Петербурге на Никольском кладбище Александро-Невской лавры.

Могила Филиппова на Никольском кладбище Александро-Невской лавры в Санкт-Петербурге.

## Оценки
Арсений Замостьянов: Считалось, что кто не сломался на БАМе — тому уж точно по плечу любая управленческая задача. Таким был Дмитрий Филиппов — руководитель штаба строительства БАМа. В нём не без оснований видели будущего премьер-министра — неспроста молодой управленец находил общий язык с такими зубрами, как Алексей Косыгин и Николай Тихонов.

Валерий Бурт: Руководителем штаба БАМа стал 29-летний секретарь ЦК ВЛКСМ Дмитрий Филиппов. Я видел его портрет. Уверенный, чуть насмешливый взор. Этому человеку хотелось верить. Многие были такого же мнения.

Юрий Белов: Именно в бытность Филиппова секретарём обкома разрабатываются и внедряются в производство новые типы оружия, во многом превосходящие американские аналоги... Филиппов внёс в развитие ленинградской промышленности своё, новое — поставил и стал успешно решать задачу подтягивания темпов роста лёгкой промышленности к темпам роста тяжёлой. При нём получил новую жизнь Прядильно-ниточный комбинат им. С. М. Кирова, построен ныне знаменитый завод «Балтика». Он мыслил по-государственному — раньше многих осознал необходимость существенного увеличения производства товаров народного потребления. В разорительную для экономики антиалкогольную кампанию Филиппов спас ликёро-водочный направив его продукцию на экспорт. Государственный расчёт был для него превыше всего.
По некоторым сведениям Дмитрий Николаевич Филиппов стал прототипом Антибиотика в сериале «Бандитский Петербург», снятом по мотивам произведений Андрея Константинова.
 А. Константинов: Антибиотик образ собирательный. Но его характер и психофизическую индивидуальность я «позаимствовал» у человека, который, в сущности, к криминальному миру не принадлежал. Это был очень богатый человек, занимал серьезные посты и при советской власти, и при Ельцине, был такого уровня решальщиком, что к нему приезжали за консультациями первые лица политических партий, включая Зюганова и Жириновского…

## Память
- В Санкт-Петербурге: на доме, в котором он жил, по адресу ул. Тверская, дом 15 установлена памятная доска[11].
- В Москве: на доме, в котором он жил с 1974 по 1983 годы, по адресу ул. Пречистенка, дом 30/2 установлена памятная доска[12].